# Sleduje tě vrah!
Sleduje tě vrah! (v anglickém originále The Watcher) je americký kriminální film z roku 2000. Režisérem filmu je Joe Charbanic. Hlavní role ve filmu ztvárnili James Spader, Marisa Tomei, Keanu Reeves, Ernie Hudson a Chris Ellis.

## Obsazení
| James Spader     | Joel Campbell       |
| Marisa Tomei     | Polly Beilman       |
| Keanu Reeves     | David Allen Griffin |
| Ernie Hudson     | Mike Ibby           |
| Chris Ellis      | Hollis Mackie       |
| Robert Cicchini  | Mitch Casper        |
| Yvonne Niami     | Lisa Anton          |
| Jennifer McShane | Diana               |